# Kid Canfield
Kid Canfield è un cortometraggio muto del 1912 diretto da Ulysses Davis e prodotto dalla Champion Film Company di Mark M. Dintenfass.

## Produzione
Il film fu prodotto dalla Champion Film Company, una compagnia indipendente che Dintenfass aveva fondato nel 1909, stabilendone gli studi a Fort Lee, nel New Jersey.

## Distribuzione
Distribuito dalla Motion Picture Distributors and Sales Company, il film - un cortometraggio in due bobine - uscì nelle sale cinematografiche USA il 1º aprile 1912.